# Djedov Do
Djedov Do je naseljeno mjesto u općini Fojnica, Federacija Bosne i Hercegovine, BiH.
Nalazi se jugoistočno od Fojnice.

## Stanovništvo

### 1991.
Nacionalni sastav stanovništva 1991. godine, bio je sljedeći:
ukupno: 116
- Hrvati - 75
- Muslimani - 38
- Jugoslaveni - 2
- ostali, neopredijeljeni i nepoznato - 1

### 2013.
Nacionalni sastav stanovništva 2013. godine, bio je sljedeći:
ukupno: 28
- Hrvati - 21
- Bošnjaci - 6
- ostali, neopredijeljeni i nepoznato - 1

## Vanjske poveznice
- Satelitska snimka  Arhivirana inačica izvorne stranice od 14. kolovoza 2012. (Wayback Machine)